# Goddess of the Night (crucero)
El Goddess of the Night (conocido anteriormente como Costa Magica)  es un crucero de la clase Destiny, propiedad de Seajets. Fue construido en 2004 para Costa Cruceros, siendo gemelo del Costa Fortuna. El buque, de 102.587 toneladas brutas, y su gemelo conformaban una subclase de barcos dentro del diseño Destiny de Carnival, la clase Fortuna. 
En 2023, Costa vendió el Magica a la compañía de ferries greco-chipriota Seajets, que lo renombró Mykonos Magic. Sin llegar a haber entrado en servicio bajo este nombre, en 2024 comenzó a operar como Goddess of the Night para la naviera Neonyx Cruises, de Seajets.

## Incidentes
El 4 de enero de 2006, la chica irlandesa de quince años Lynsey O 'Brien cayó por la borda del Costa Magica. La madre cree que al caer por la borda se golpeó la cabeza con un bote salvavidas y cayó al agua inconsciente.

## Galería

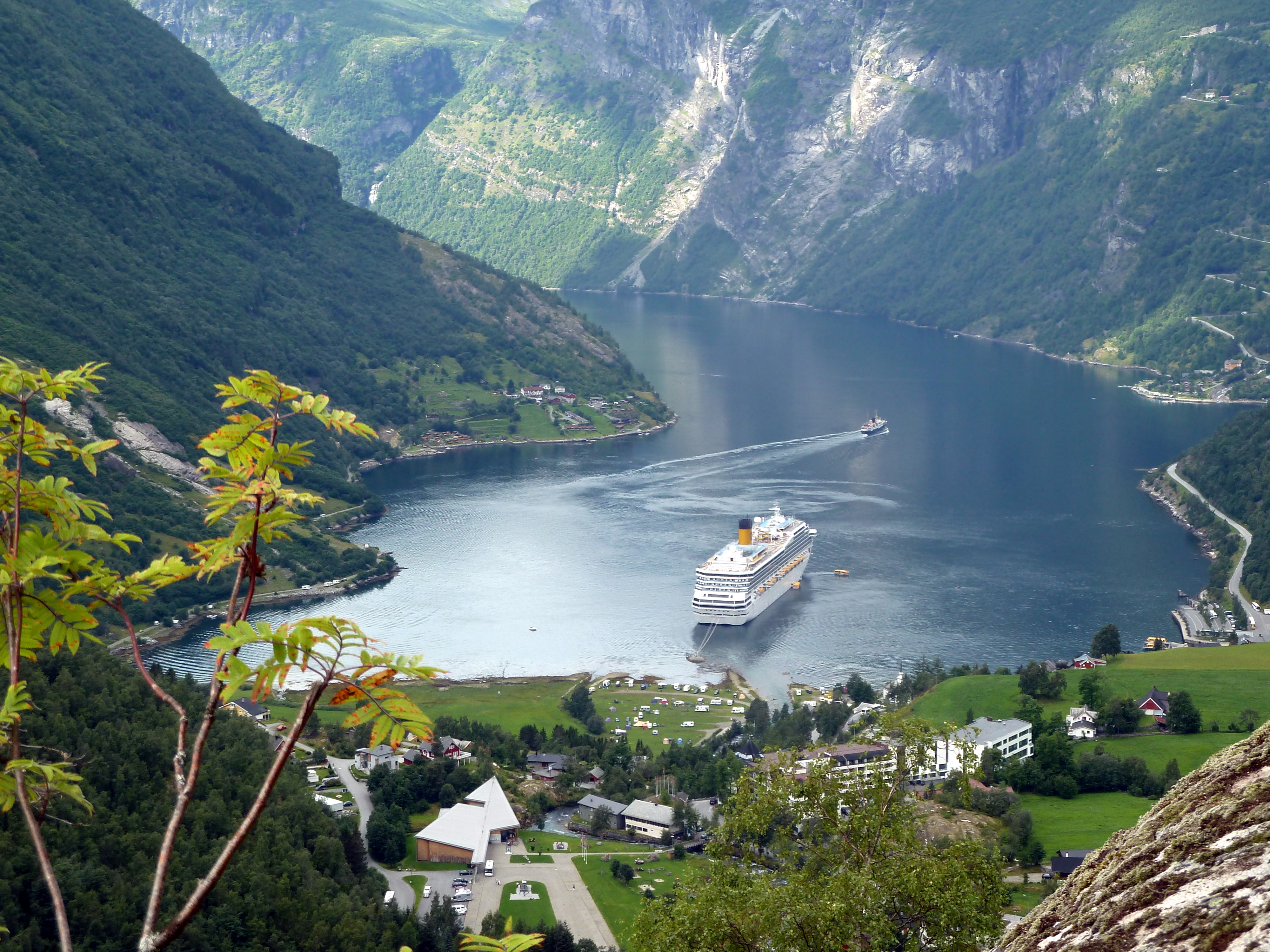
El Costa Magica en Geirangerfjord
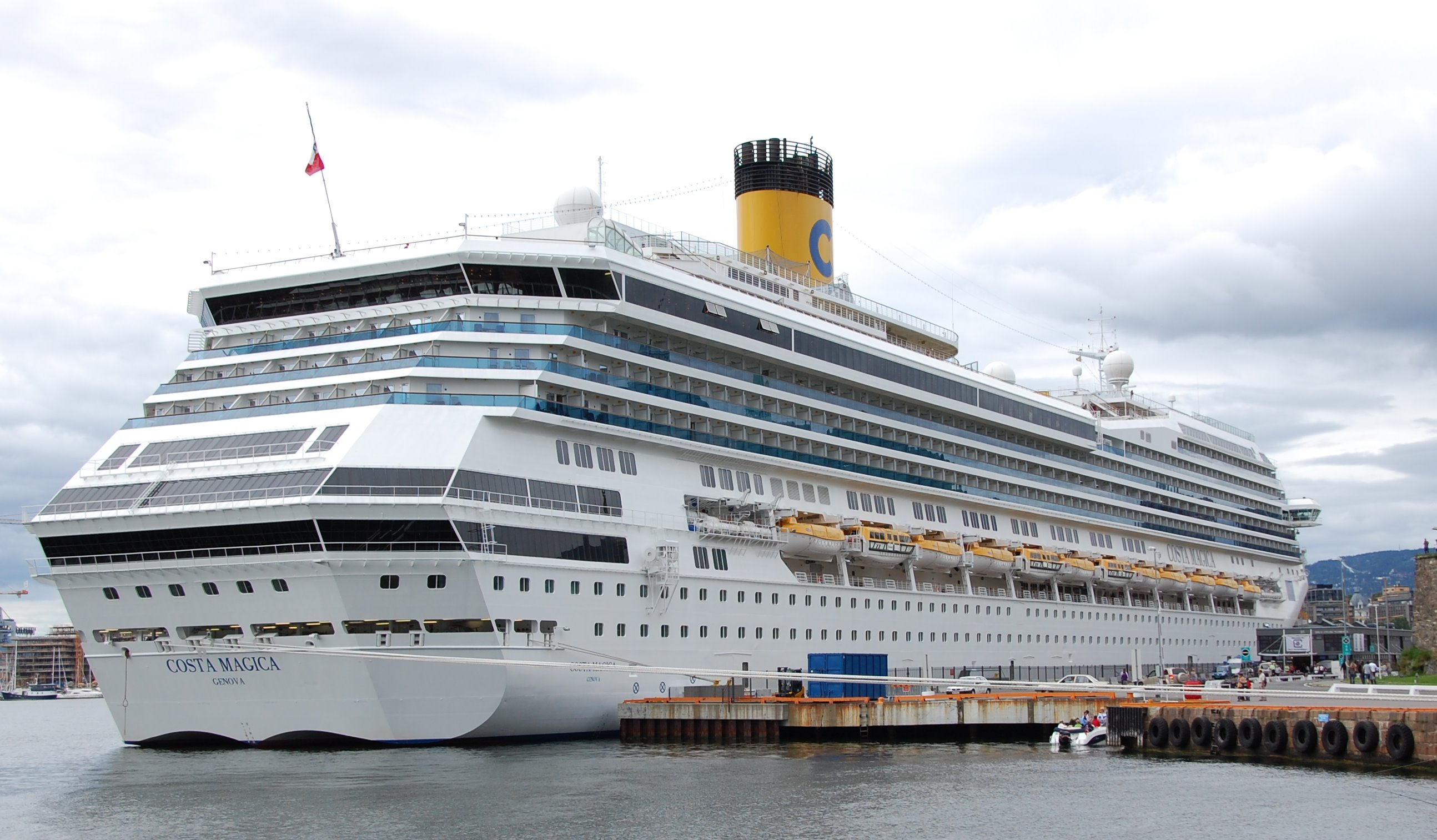
El Costa Magica atracado en Oslo
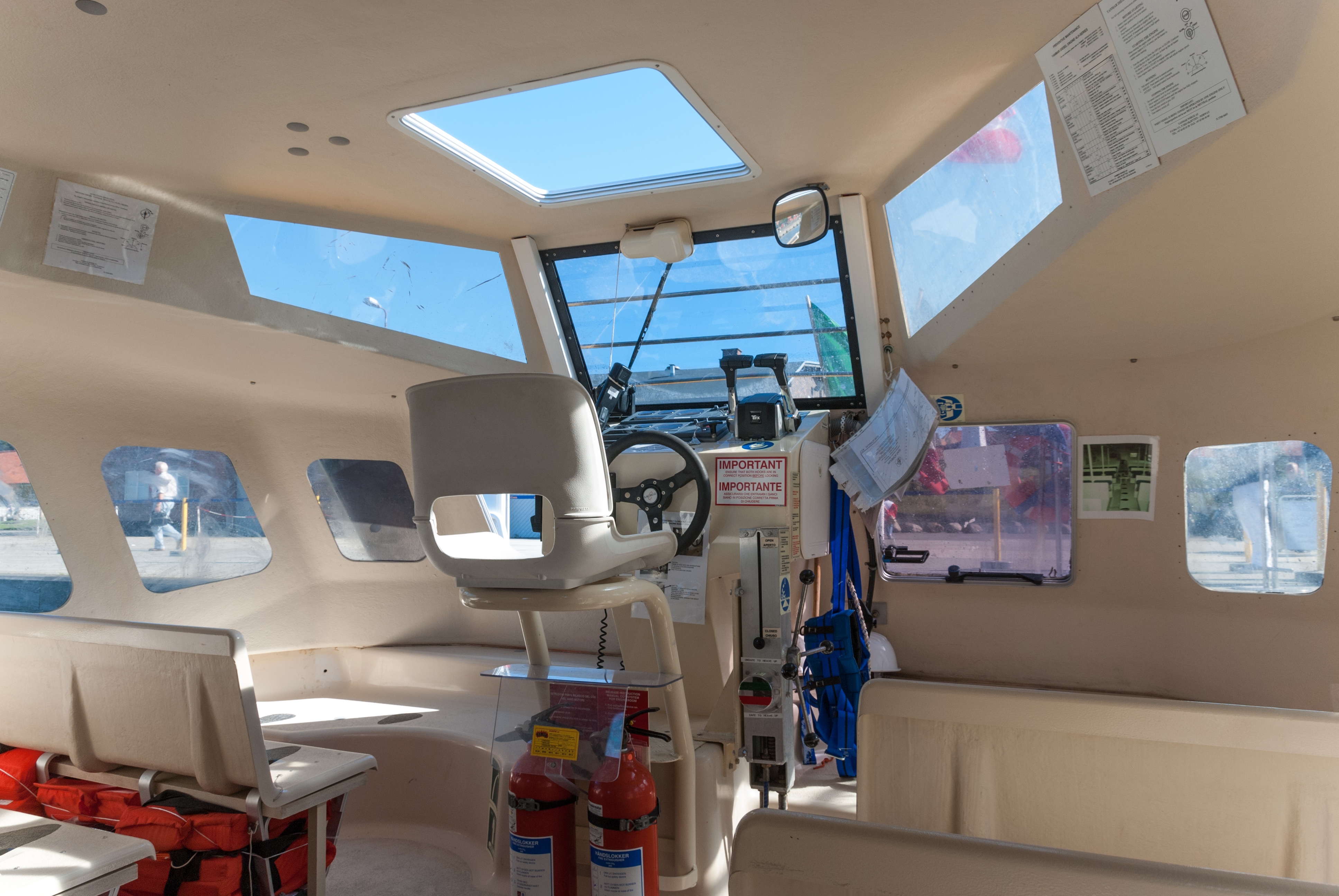
Interior de un tender (lancha de desembarco, también utilizada como bote salvavidas en caso de emergencia) del Costa Magica
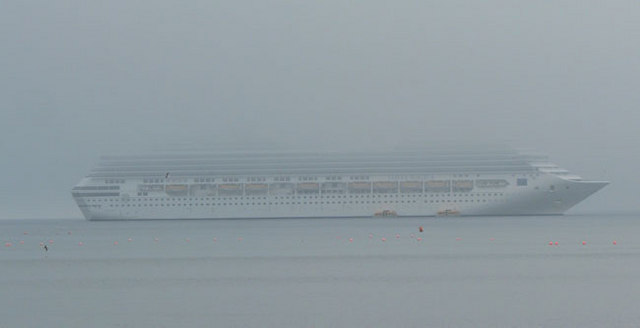
El Costa Magica navegando entre la niebla